# Roger Grimau
Roger Grimau Gragera (* 14. Juli 1978 in Barcelona) ist ein spanischer Basketballtrainer und ehemaliger -spieler.

## Laufbahn

### Spieler
Grimau spielte als Jugendlicher bei JAC Sants Barcelona, CB Hospitalet, Dosa Badalona und Sant Josep Badalona. Seine ersten Einsätze in der höchsten spanischen Spielklasse, Liga ACB, verbuchte er in der Saison 1996/97 bei Joventut de Badalona, spielte im Herrenbereich aber mittels Doppelspielrecht vorerst hauptsächlich bei CB Sant Josep Badalona in der Liga EBA. Mit CE Lleida Bàsquet gelang Grimau 2001 als Zweitligameister der Aufstieg in die Liga ACB. Er empfahl sich mit guten Leistungen in den Spieljahren 2001/02 und 2002/03 für einen Wechsel zum Großverein FC Barcelona. Grimau war Kapitän der Mannschaft, die 2010 die EuroLeague gewann. Er wurde mit Barcelona des Weiteren jeweils dreimal spanischer Meister, Pokalsieger und Supercupsieger. Grimau bestritt in der Liga ACB eine Gesamtzahl von 522 Spielen, im Mai 2015 trat er als Leistungssportler zurück.
Mit der spanischen Nationalmannschaft gewann Grimau 2001 die Mittelmeerspiele. Bei der Europameisterschaft 2003 stand er mit Spanien im Endspiel, das gegen Litauen verloren wurde.

### Trainer
Von 2016 bis 2018 hatte Grimau das Traineramt bei JAC Sants Barcelona in der vierthöchsten Spielklasse Spaniens, Liga EBA, inne. Er war zwischen 2018 und 2021 Co-Trainer der zweiten Mannschaft des FC Barcelona in der zweiten und dritten Liga des Landes, ab 2021 betreute er dieselbe Mannschaft in der Liga EBA. Ende Juni 2023 stieg er beim FC Barcelona zum Cheftrainer der Profimannschaft auf. Ein Jahr später wurde die Zusammenarbeit beendet, nachdem Barcelona unter Grimau im Spieljahr 2023/24 von 84 Spielen 51 gewonnen und 33 verloren hatte. In der spanischen Meisterschaft war man im Halbfinale an Real Madrid gescheitert.
Zu Beginn des Monats November 2024 wurde Grimau in Rumänien neuer Cheftrainer von Dinamo Bukarest.

## Erfolge
Spieler
- Sieger der Mittelmeerspiele 2001
- Euroleague-Sieger 2010
- Spanischer Meister 2004, 2009, 2011
- Spanischer Pokalsieger 2007, 2010, 2011
- Spanischer Supercupsieger 2004, 2009, 2010
- Spanischer Zweitligameister 2001
- Silbermedaille bei der Europameisterschaft 2003